# Міжштатна автомагістраль 16
Міжштатна автомагістраль 16(Interstate 16, I-16) — також відома як Jim Gillis Historic Savannah Parkway, це міжштатне шосе зі сходу на захід, довжиною 166,81 миль (268,45 км) яке повністю розташоване в американському штаті Джорджія. На всій її довжині приховане позначення державної дороги 404 (SR 404). I-16 рухається від центру міста Мейкон, на розв'язці з I-75 і SR 540 до центру міста Саванна на Монтгомері-стріт (виїзд 167B). Він також проходить через громади Дублін, Меттер і Пулер або поблизу них. Непідписане позначення I-16 SR 404 має відгалуження, яке підписане в Савані.
Найзахідніший сегмент у Мейконі є частиною автостради Fall Line, шосе, що з’єднує Колумбус і  Огасту. Цей сегмент також може бути включений до запропонованого східного продовження I-14, який зараз повністю знаходиться в межах Центрального Техасу і може бути продовжений до Огасти.
Уся траса I-16 включена до складу національної системи автомобільних доріг, системи маршрутів, які вважаються найважливішими для економіки, мобільності та оборони країни.